# Наидиды
Наиди́ды, или водяные змейки (лат. Naididae), — семейство малощетинковых червей из отряда Haplotaxida. Около 800 видов. Длина тела составляет от 1 до 100 мм. Распространены всесветно. Обитают в солёных и пресных водоёмах. Питаются детритом.
В ископаемом состоянии известны из нижнемеловых отложений Испании.

## Некоторые роды
- Allonais
- Amphichaeta
- Arcteonais
- Branchiodrilus
- Bratislavia
- Chaetogaster
- Dero
- Dorydrilus
- Haemonais
- Homochaeta
- Lycodrilus
- Naidium
- Nais
- Neonais
- Ophidonais
- Paranais
- Piguetiella
- Piquetiella
- Pristina
- Pristinella
- Ripistes
- Slavina
- Specaria
- Stephensoniana
- Stylaria
- Tubifex
- Uncinais
- Vejdovskyella
- Wapsa